# Stefano di San Giorgio
Stefano di San Giorgio (in latino Stephanus de Sancto Georgio; San Giorgio a Liri, poco prima della metà del XIII secolo – 23 ottobre 1291) è stato un letterato italiano mediolatino, uomo di corte ed esponente di rilievo dell'ars dictandi.

## Biografia
Chierico proveniente quasi certamente da San Giorgio a Liri, piccolo centro dell'Alta Terra di Lavoro ricadente nell'orbita feudale dell'Abbazia di Montecassino, presso la quale è verosimile che abbia avuto la sua prima formazione, Stefano risulta attivo dagli anni Settanta del Duecento fino alla morte, probabilmente risalente al 1291, come notaio e consigliere presso le corti inglese, papale e angioina. Fu inoltre camerario ed esecutore testamentario del suo protettore il potente cardinale inglese Ugo di Evesham.
Numerosi sono stati gli incarichi affidatigli e i ruoli ricoperti, alcuni dei quali di grande importanza. Per le sue qualità politico-diplomatiche e per l'elevata formazione culturale e retorica, per la sua conoscenza della situazione politica dell'Italia meridionale, Stefano, consigliere politico del re d'Inghilterra Edoardo I, fu tra i diplomatici della delegazione inglese che prese parte nel 1288 ai negoziati di Canfranc sui Pirenei, intavolati per la risoluzione della guerra del Vespro. Le complesse trattative riguardarono anche la liberazione di Carlo II d'Angiò, allora principe di Salerno, dalla cattività aragonese.
A sua volta Carlo II, che avrà avuto modo di apprezzare il contributo di Stefano al successo delle trattative, incaricò quest'ultimo, entrato nel seguito del sovrano angioino, di annunciarne ai sudditi l'incoronazione a re di Napoli, avvenuta a Rieti il 29 maggio 1289.
Di carattere più occasionale dovette essere il suo impiego al servizio della curia romana in qualità di scriptor pape, ma non è noto se il papa che si valse dei servigi di Stefano sia stato Onorio IV o Niccolò IV. Peraltro, presso la Curia papale Stefano operò anche in qualità di procuratore del sovrano inglese.
Della morte di Stefano, di cui si ignorano luogo e circostanze, rimane traccia nel necrologio trascritto presso l'obituario di Montecassino, che recita «obbiit Magister Stephanus de sancto Georgio, scriptor domini pape et consiliarius et secretarius regum Anglie et Sicilie», come a voler evidenziare l'eccezionalità del cursus honorum di Stefano, il cui talento gli valse ragguardevoli posizioni in ben tre corti.

## Opere
Accanto alla figura del diplomatico e consigliere risalta, ad essa strettamente congiunta, la statura intellettuale dello scriptor colto e accurato, del dictator maestro di epistolografia politica e cancelleresca.
Tra i suoi scritti, oltre ad alcune lettere, di rilievo risultano il panegirico Laudes de domino Odduardo Rege Anglie rivolto appunto al re Edoardo I d'Inghilterra, e la Reprobatio sermonis de Nemine, ovvero la dotta confutazione di un componimento parodico-satirico noto come Sermo Neminis, indirizzata da Stefano a un prestigioso estimatore dei suoi dictamina, il cardinale Benedetto Caetani, che alcuni anni dopo sarebbe diventato papa Bonifacio VIII. Tra le lettere, di sicuro interesse appare lo scambio epistolare che Stefano intrattiene con il conterraneo Giovanni di Castrocielo, un altro importante dictator nonché vescovo di Benevento e più tardi cardinale, il quale, avendo ritrovato un antico esemplare dell'epistolario di San Cipriano che presentava notevoli difficoltà di lettura e ritenendo Stefano all'altezza dell'arduo cimento, gli chiede di copiarlo, ottenendone l'assenso.
Stefano di San Giorgio si inscrive nel solco di quella tradizione stilistica retorico-epistolare nota come "scuola di Capua" o, sulla base di una più opportuna estensione territoriale, "scuola campana", benché in riferimento alla diffusione dell'ars dictandi nell'area campana il concetto di scuola appaia come una convenzione storiografica oramai datata, e sia invece più appropriato parlare di ambiente o contesto culturale e professionale legato a quel territorio. In ogni caso, numerosi e importanti sono i dictatores provenienti dalla Terra di Lavoro e attivi presso le cancellerie papale, sveva, ed angioina, nonché in altre corti d'Europa.
Tale tradizione, che può essere fatta risalire ad Alberico di Montecassino, autore attorno al 1080 di uno dei più antichi trattati di ars dictandi o dictaminis, il Breviarium de dictamine, e nella quale sono confluiti apporti di varia provenienza, culmina nel suo più celebrato esponente, il capuano Pier della Vigna, protonotario e logoteta imperiale di Federico II di Svevia e noto anche al di fuori dell'ambito specialistico grazie a Dante, che lo ha immortalato nel XIII canto dell'Inferno.
L'epistolario di Pier della Vigna, una silloge postuma contenente scritti anche di altri autori, per l'esemplarità riconosciutagli ha avuto un'importanza fondamentale nella vicenda storica della retorica politica e amministrativa del Medioevo. Grazie alla raccolta delle lettere di Pier della Vigna e di altri autori a lui strettamente legati, maestri del cosiddetto stilus supremus, l'arte epistolare irradiata dalla Terra di Lavoro, di cui Stefano fu un insigne rappresentante in veste di epigono, costituì per secoli un modello per tutta l'Europa.
Stefano da parte sua contribuì a tale diffusione, in quanto con le sue Laudes al re Eduardo fu uno dei canali attraverso i quali vennero introdotti in Inghilterra i dictamina retorici espressi dalla tradizione cui egli apparteneva. Il processo di diffusione ad opera di Stefano è stato oggetto di uno studio dello storico tedesco Ernst Kantorowicz, il quale, in particolare, ha mostrato come il prologo al celebre trattato giuridico inglese Fleta presenti puntuali tratti stilistici riconducibili alle Laudes composte da Stefano. Un percorso analogo è ipotizzabile anche per la Spagna, attraverso l'elogio che Stefano scrisse per celebrare il re di Castiglia Sancho IV. Entrambi i componimenti encomiastici, quello rivolto al re d'Inghilterra e l'altro al re di Castiglia, mostrano a loro volta numerosi e significativi riscontri stilistici con l'elogio di Federico II composto da Pier della Vigna, benché si noti nella scrittura di Stefano una solennità più sobriamente espressa. Inoltre nelle Laudes de domino Odduardo Rege Anglie di Stefano emergono anche chiari riferimenti all'elogio scritto in onore di Pier della Vigna da un altro notevole dictator, Nicola da Rocca, del quale Stefano probabilmente è stato allievo oltre che esserne pressoché compaesano, in quanto il toponimo "da Rocca" indica Rocca Guglielma, frazione dell'attuale comune di Esperia, che confina con San Giorgio a Liri. Nicola Da Rocca, a sua volta discepolo e amico di Pier della Vigna, costituisce il tramite tra Stefano e l'arte epistolare della cancelleria imperiale.
Come è stato efficacemente osservato, gli scritti "inglesi" di Stefano costituiscono «la première étape de l’histoire de la réutilisation des collections de Lettres [di Pier della Vigna] à l’étranger, au moment où s’accomplit le passage de relais entre la tradition italienne et la tradition anglaise».
Lo stile epistolare di Stefano, del quale è chiara la derivazione dai modelli di Pier della Vigna e Nicola da Rocca, è ricercato, solenne, persino magniloquente e pomposo ma capace all'occorrenza di esprimere un sottile umorismo, e si avvale con grande abilità di giochi retorici sostenuti e ariosi, senza però «lasciarsi andare agli immaginifici e complessi voli creativi e vorticosi che contraddistinguevano i componimenti di quei due maestri».
Occorre altresì rilevare un dato collegato alle dinamiche politiche e istituzionali fondamentali dell'epoca, ovvero che la dipendenza di Stefano da Pier della Vigna e Nicola da Rocca rimane sul piano del magistero formale, in quanto i mezzi stilistici che Stefano trae dai suoi maestri sono impiegati in un contesto politico il cui avvento con la fine della dinastia sveva e l'inizio della dominazione angioina aveva segnato la riscossa del guelfismo, laddove invece Pier della Vigna e Nicola da Rocca erano al servizio dell'ideologia ghibellina, alla cui elaborazione ed esaltazione la cancelleria imperiale di Federico II aveva adibito tutta la sua sopraffina arte del discorso. In sintesi, l'eredità stilistica che Stefano raccoglie da Pier della Vigna attraverso Nicola da Rocca si trasmette nei termini di un'ispirazione formale scevra dalle implicazioni filosofico-politiche che avevano costituito il contesto genetico di quel modello.